# Peste bubónica en Guipúzcoa
La peste bubónica, también llamada peste negra, se introdujo en la provincia  de Guipúzcoa (España) principalmente a través del Camino de Santiago en varios brotes entre el siglo XIV y el siglo XVI.
Otro factor clave en su propagación fue la localización costera de Guipúzcoa y la actividad en sus puertos, que actuaron como puntos de entrada del contagio a través del tráfico marítimo.
Estos brotes, recurrentes a lo largo de varios siglos, marcaron profundamente la vida de las comunidades guipuzcoanas, motivando respuestas sanitarias, religiosas y administrativas para intentar contener su avance.

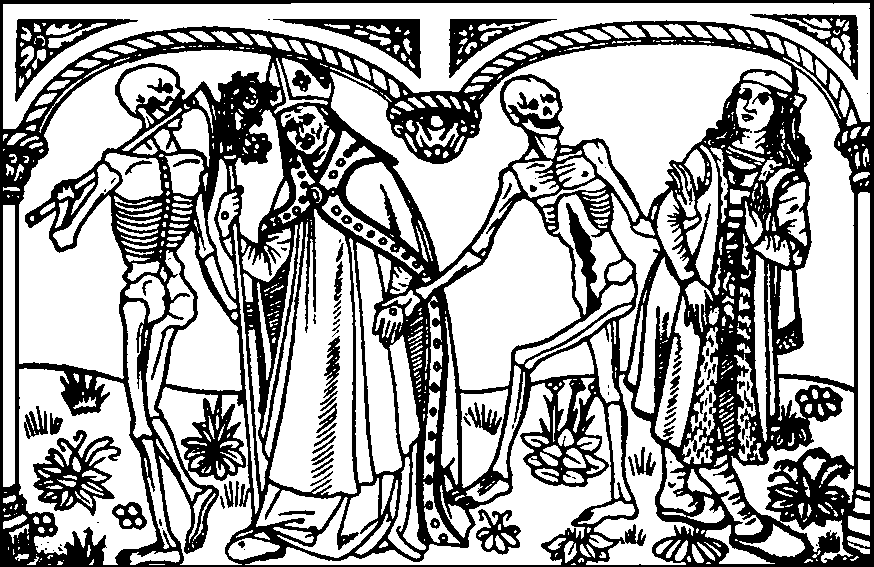
Danza de la muerte

## Descripción de la enfermedad
La yersinia pestis es una bacteria que se transmitía a través de las pulgas de las ratas. Hasta la aparición de los antibióticos en el siglo XX la única pauta para evitar la expansión de la enfermedad era el aislamiento de los enfermos.
Su origen fue en Asia Central expandiéndose al resto del mundo pero la mayor magnitud de la pandemia fue en Europa donde falleció en la pandemia del siglo XIV  un 25% de la población.
Aproximadamente moría el 50% de los pacientes infectados de peste bubónica con los característicos bubones ganglionares y necrosis tisulares.
La enfermedad se erradicó prácticamente en Guipúzcoa hacia 1720 aunque en Europa hubo otra epidemia de la peste bubónica en 1738 afectando a zonas del Imperio de los Habsburgo .

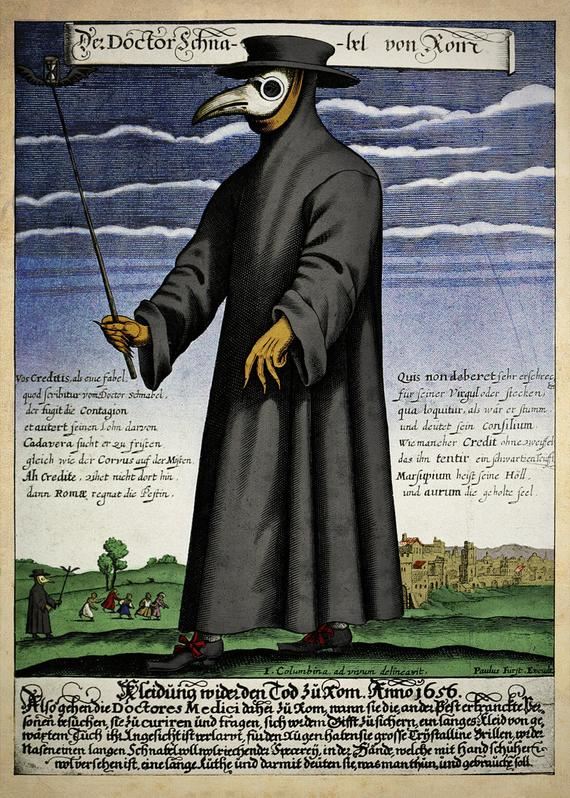
Médico en la peste bubónica

## La peste bubónica en Guipúzcoa
El primer brote penetró a través del Camino de Santiago por Irún desde el sur de Francia en la primavera de 1348. Se desconoce con exactitud el número de muertes que dejó a su paso, pero el hecho de que los huertos comenzaran a emplearse como cementerios nos da una pista sobre la magnitud de la crisis.
Este brote duró varios años y fue el más mortífero de todos creando una hecatombe socioeconómica de la que costó mucho tiempo recuperarse.
A lo largo del siglo XIV hubo otras reinfecciones que se irían repitiendo hasta en seis ocasiones.  El recuerdo de éstos hechos ha perdurado hasta nuestros días en diferentes ermitas y altares dedicados a San Roque y a San Sebastián, que eran los Santos protectores en una época en que la medicina podía aportar pocas soluciones más allá del aislamiento de los enfermos.(3)
Fue a finales del siglo XV cuando se ideó la reconocible vestimenta que portaban los médicos para evitar el contagio por peste: un largo abrigo de cuero encerado, guantes, sombrero y el accesorio más icónico: la máscara de pico de ave, en la que introducían hierbas aromáticas para hacer frente al olor de los enfermos.
Otro brote llegó en 1514 cuando se desató un periodo de psicosis colectiva igual al que se desarrolló en toda Europa. En San Sebastián se llevaba a los enfermos terminales y muertos a enterrar en la isla de Santa Clara. A los enterradores se les pagaba un sobresueldo.
En este sentido, cuenta el médico de la Real Compañía Guipuzcoana de Caracas Vicente de Lardizabal en un artículo publicado en el Periódico de San Sebastián y de Pasages en 1814 donde indicaba que hubo mucha mortandad desde Fuenterrabía hasta Bilbao en 1514 basado en documentos de la casa de Alamberga.
De esta misma peste habla un libro en folio manuscrito que se halla en el Archivo de la Parroquia de Zarauz”.
La comarca del Alto Deba  y poblaciones costeras como Pasajes y San Sebastián fueron especialmente afectadas a lo largo de los veranos de 1597 y 1598. El escritor Francisco López Alén. publicó en la revista donostiarra Euskal Erria: revista vascongada   en 1899 un artículo en el que afirmaba que  “En Pasajes de San Juan, el año 1597, reinó una enfermedad maligna, de la que murieron trescientas personas.”
El escritor José Antonio Azpiazu asevera en su libro que Oñate «fue, con diferencia, la población vasca más castigada a lo largo de los veranos de 1597 y 1598». Dos años atroces en los que el pánico se instalaría en la villa oñatiarra dejando un trágico saldo de más de 1.200 víctimas mortales, hambruna derivada del aislamiento forzoso, cosechas y viviendas abandonadas precipitadamente, robos, saqueos.
Paradójicamente, localidades colindantes como Vergara, una población «manifiestamente expuesta al contagio» por tratarse del centro neurálgico del mercado del trigo de la comarca, «se salvó inexplicablemente de la peste».
San Sebastián y Pasajes fueron muy afectadas en el brote de 1597 perdiendo la mitad de sus habitantes, siendo la mayor catástrofe demográfica de su historia.
Azpiazu afirma que la «situación de rechazo social de los afectados y el pánico que atenazaba al resto de la población temerosa del contagio, fue particularmente virulenta» en este condado. «Los enfermos quedaban prisioneros en sus casas, cuyas puertas y ventanas se tapiaban, o eran recluidos en barrios particularmente afectados por la enfermedad». Obviamente, este comportamiento no era ni mucho menos exclusivo de los oñatiarras, sino que era común a todos los núcleos de población infestados por el mal pestilencial.
En aquel tiempo, ante la falta de conocimientos médico-científicos y escasas condiciones higiénicas, el origen de la enfermedad era atribuido a la voluntad de Dios, y padecida con resignación cristiana o como decía el adagio latino:"Huir pronto y lejos y regresar tarde” 
Aunque la enfermedad no distinguía las clase sociales, sí es verdad que entre los más desfavorecidos había más víctimas al vivir hacinados en casas inmundas lo que favorecía la infección.
Otras víctimas propicias fueron los médicos y sobre todo las cuidadoras que en la práctica totalidad eran mujeres.
Las epidemias trajeron aparejadas unas crisis económicas de graves consecuencias con una hambruna generalizada que en ocasiones produjo más muertes que la propia enfermedad.
Han sido muchas las representaciones pictóricas, literarias o cinematográficas de la peste negra y sus consecuencias, siendo una de las más destacadas y elocuentes la película de Ingmar Bergman "El séptimo sello".